# Christa Schlumbohm
Christa Schlumbohm (* 29. Dezember 1943 in Wien) ist eine deutsche Romanistin.

## Leben
Nach der Promotion zum Dr. phil. 1974 an der Universität Hamburg war Schlumbohm in Hamburg von 1983 bis 1995 Professorin (§ 17 HmbHG) für Romanische Philologie – Französisch/Provenzalisch. Von 1995 bis 2009 war sie Professorin für französische und Italienische Literaturwissenschaft an der Universität Rostock.

## Schriften (Auswahl)
- Jocus und Amor. Liebesdiskussionen vom mittelalterlichen ‚joc partit‘ bis zu den preziösen ‚questions d'amour‘. Zugl. Dissertation. Hamburg 1974, OCLC 256669987. (Rezension Rezension Rezension)